# Miika Ullakko
Miika Ullakko (1986) è un regista, attore e sceneggiatore finlandese.
Alcuni lavori del regista sono stati presentati al Shanghai International Film Festival.

## Filmografia

### Lungometraggi
- Graffiti Within (Graffiti meissä): regista, sceneggiatore, attore (2006)
- Vastavirtaan, di Zagros Manuchar  attore, aiuto-regista (2006)
- Mitä meistä tuli: regista, sceneggiatore, attore (2009)
- Rat King, di Petri Kotwica: attore (2012)
- Heijastinpoliisit : regista, montatore (2013)
- Leipäjuustohuijaus: regista, sceneggiatore, direttore della fotografia, attore, montatore (2013)
- Killerdrone: regista, sceneggiatore, direttore della fotografia, montatore (2016)

### Video musicali
- Iva, degli Häntä (regia, sceneggiatura, montaggio) (2006)
- Mökkitie, di Arttu Wiskari (regia, sceneggiatura, montaggio) (2010)
- Red Sky, dei Living Attic (regia, sceneggiatura, montaggio) (2010)
- Tuntematon potilas, di Arttu Wiskari (regia, sceneggiatura, montaggio) (2011)
- Vanha nainen hunningolla, di Erin Anttila (regia, sceneggiatura, montaggio) (2011)
- Lost in Shadows, degli Wings Fall Down (montaggio) (2012)
- Lupaus, degli Ideaali & Jay Who? (sceneggiatura) (2013)
- On The Edge, degli HeavyWeight ft. Kasmir (regia, fotografia) (2013)
- Shotteja, di Julmari & Oliveri (montaggio) (2013)
- Työväenluokan sankari, degli Juho ja Mika (regia, sceneggiatura, montaggio) (2014)
- Maailma loppuu tänään, di Titta (regia, sceneggiatura, montaggio) (2014) ohjaaja, käsikirjoittaja, leikkaaja
- Sirpa, di Arttu Wiskari (regia, sceneggiatura, montaggio) (2014)
- Niin yli susta, di Titta (regia, fotografia, montaggio) (2015)
- Handyman, di Janne Ordén (regia, fotografia, montaggio) (2015)
- Trust, di Olivera (regia, fotografia, montaggio) (2018)

### Video pubblicitari
- Tapiolan kuoro: video promozionale (regia, sceneggiatura, fotografia, montaggio) (2010)
- Mallit.fi: video promozionale (regia, fotografia, montaggio) (2010)
- Nordic Business Forum 2012 (regia, fotografia, montaggio) (2012)
- Nordic Business Forum 2013 (regia, fotografia, montaggio) (2013)
- Nokia: How to make phone covers from old cd's (regia, fotografia, montaggio) (2013) ohjaaja,
- Nokia: How to recycle gold (regia, fotografia, montaggio) (2014)
- I love me –messut, spot televisivo (regia, sceneggiatura) (2014)
- Nokia: How to charge your phone by dancing (regia, fotografia, montaggio) (2014)
- Nokia: Solar energy suit (regia, fotografia, montaggio) (2014)
- Microsoft: What happens if you eat a cellphone? (regia, fotografia, montaggio) (2014)
- Nordic Business Forum 2014 (regia, fotografia, montaggio)(2014)
- Nordic Business Forum 2015 (regia, fotografia, montaggio) (2015)
- Rovio Entertainment: Storm sisters (regia, fotografia, montaggio) (2015)